# Désherbage
Pour les articles homonymes, voir Désherbage (bibliothèque).

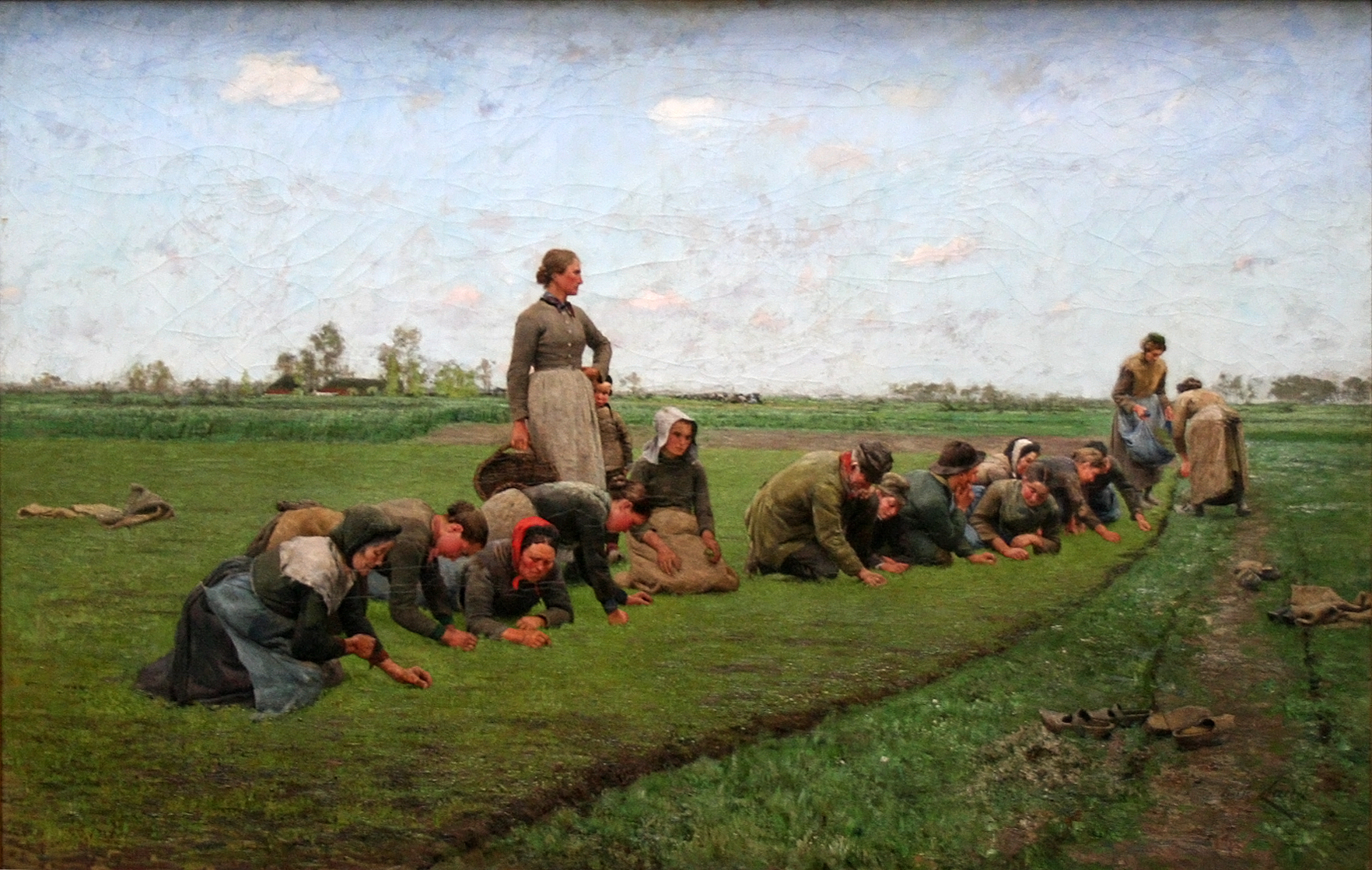
Désherbage manuel de lin cultivé, tache autrefois souvent réservée aux femmes et parfois aux enfants, ici en Flandre ; huile sur toile par Émile Claus, 1887

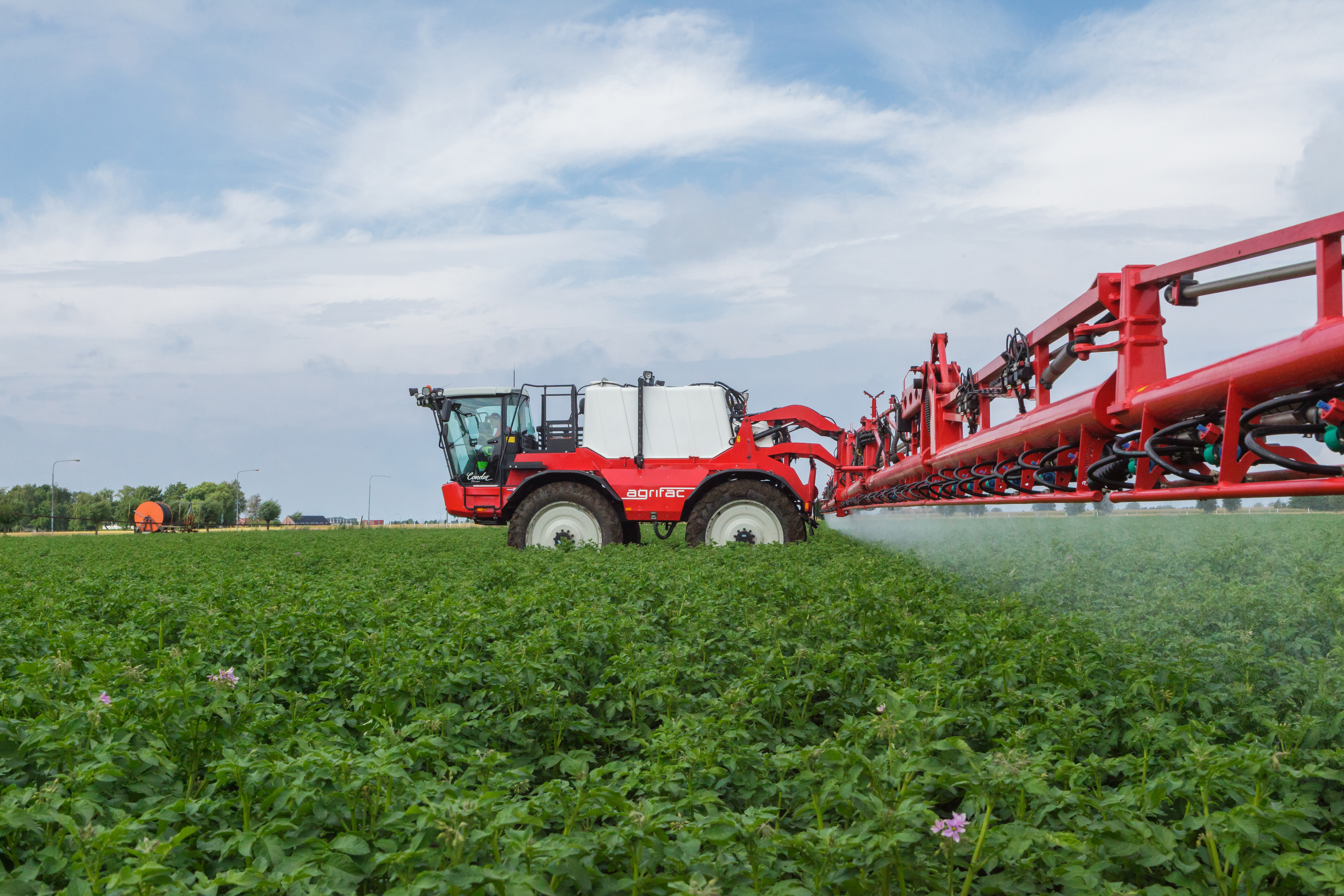
Pulvérisateur automoteur de grande capacité pour désherbage conventionnel

Le désherbage est la pratique qui consiste à limiter le développement des adventices, ou mauvaises herbes, pour réduire leur nuisibilité sur les plantes cultivées. L'expression « contrôle de l'enherbement » (anglais weed control au lieu de weeding) suppose une nouvelle approche du désherbage. En français, elle est plus facilement utilisée en arboriculture et viticulture.
Cette approche peut être considérée comme la partie s'appliquant à la flore d'une stratégie globale de défense des cultures ou lutte intégrée. On parle encore de protection biologique intégrée pour signifier particulièrement que des méthodes de contrôle biologique (biocontrôle) y sont intégrées.
Elle peut consister en grandes cultures à planifier des interventions variées (stratégie de désherbage) et plus généralement influencer l'itinéraire cultural à partir de l'observation de la flore qui peut commencer dès la récolte précédente. En arboriculture, viticulture, sylviculture, il s'agit de déterminer quelle partie de la flore peut être conservée et éventuellement de décider quelles plantes mériteraient être semées en interligne (enherbement volontaire).
Le désherbage peut se réaliser de deux manières différentes :
- le contrôle des adventices, qui relève de la prophylaxie, en limitant leur développement, en empêchant leur floraison ou l'apparition de semences ;
- la lutte contre les adventices, qui relève des moyens curatifs, en détruisant les plantes indésirables. Il peut s'agir de désherbage total (appliqué avant semis ou sur variété résistante) ou sélectif (respectant la culture et éventuellement les adventices jugées inoffensives ou favorisantes) ;

Diverses techniques sont utilisées , les plus fréquentes sont :
- le contrôle cultural ou agronomique, qui consiste à adapter les différents éléments du système de culture (rotation, travail du sol, date et densité de semis, fertilisation), pour limiter le développement des adventices ;
- la lutte physique, par action manuelle ou mécanique par l'arrachage de tout ou partie de la plante (sarclage, désherbage mécanique) ;
- la lutte chimique, par l'utilisation d’herbicides ;
- la lutte thermique passage d'une flamme sur les parties aériennes de la plante ou proche du sol (désherbage thermique).

## Aspects historiques
Dans les systèmes d'assolement triennal, qui se mettent en place dans la moitié nord de l'Europe au Moyen Âge, le contrôle des adventices est assuré par la succession d'une culture d'hiver et de printemps et, lors de l'année de jachère, par de fréquents hersages et labours, ainsi que par le pâturage,.
À partir de la révolution agricole des XVIIIe et XIXe siècles, l'allongement des rotations culturales (jusqu'à 6 ou 12 ans, en 1950 en France), le tri des semences pour éliminer les graines d’adventices et le désherbage mécanique dans les cultures aux rangs suffisamment larges pour être sarclées (mais, betterave, navet, pommes de terre…),. L'amélioration des charrues a permis l'approfondissement des labours avec usage de rasettes qui, s'il a d'autres inconvénients, a aussi amélioré le contrôle des adventices.
L’introduction des herbicides à organiques partir de 1945 marque une rupture importante, en permettant un vrai contrôle des populations d’adventices basé sur une seule intervention technique, la destruction des adventices au stade plantule, de manière à maintenir leurs populations au-dessous d’un seuil de nuisibilité,. L'introduction des herbicides permet le développement de variétés cultivées moins compétitives vis-à-vis des adventices ce qui autorise un indice de récolte (biomasse récoltée/biomasse végétale totale) plus important.
Dans la deuxième partie du XXe siècle, l'apparition de résistances aux herbicides ainsi que les dégradations environnementales et les risques sanitaires posés par ces produits entraînent le développement d'autres approches comme la lutte intégrée ainsi qu'un renouveau des techniques de désherbage mécanique, soit en lien avec l'agriculture biologique, soit en utilisant les technologies de l'agriculture de précision (caméras, positionnement GPS…). Cette période voit également le développement des variétés tolérantes aux herbicides.

## Méthodes de désherbage

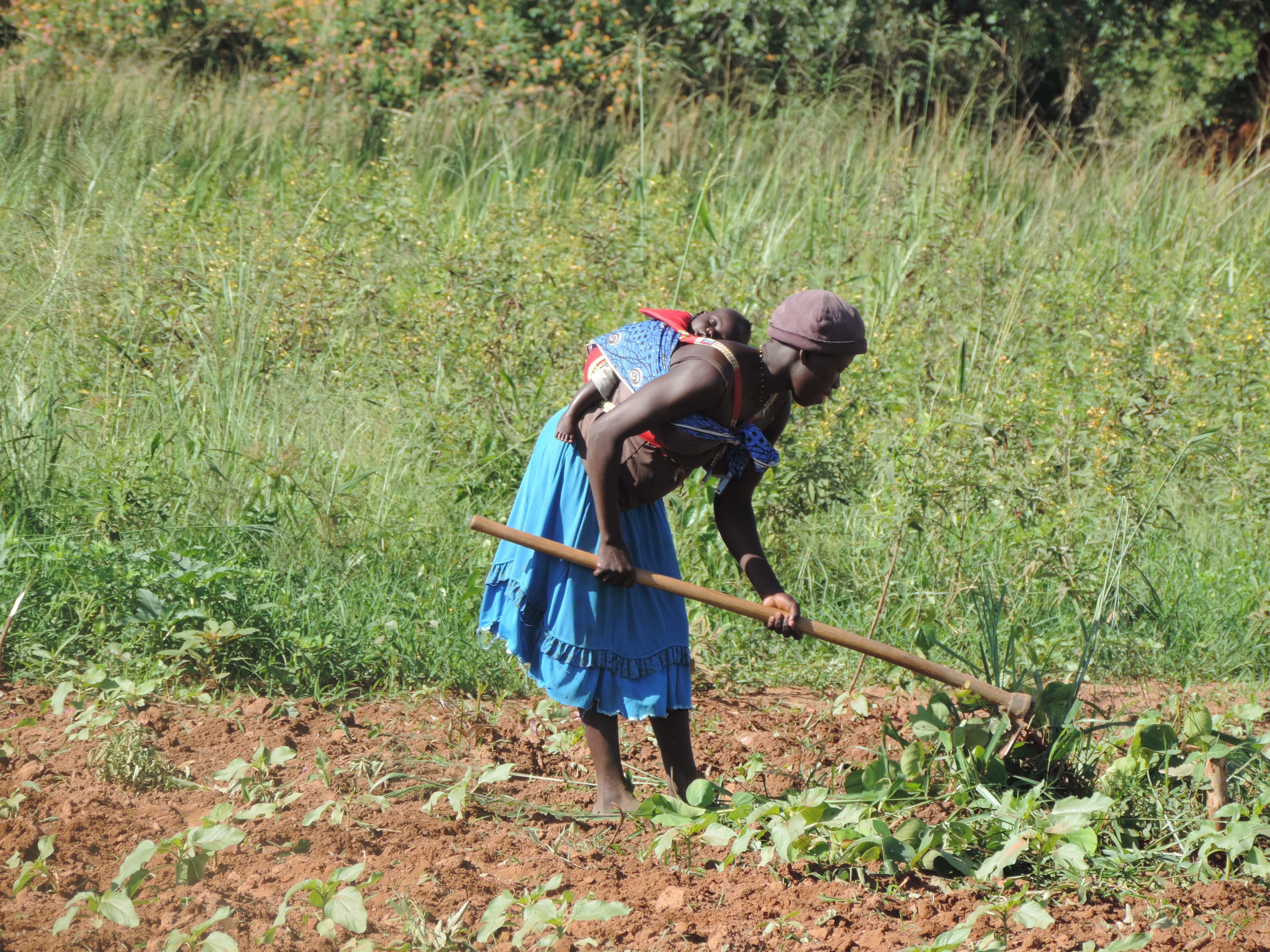
Désherbage traditionnel en Ouganda (avec un bébé sur le dos).

Le désherbage peut être raisonné à plusieurs échelles de temps par l'agriculteur. À l'échelle stratégique, il peut être intégré dans le choix de la composition de la rotation culturale. La lutte intégrée se situe également à cette échelle. À l'échelle tactique, diverses pratiques culturales peuvent être utilisées : désherbage mécanique, chimique, thermique…
Les techniques culturales simplifiées (non-labour) sont réputées rendre le désherbage plus difficile (ou plus pointu selon le point de vue, voir TCS,désherbage)

### Composition de la rotation culturale
Le raisonnement de la rotation culturale peut permettre de contrôler la composition de la communauté d'adventice et d’empêcher l'implantation d'une flore adventice très spécialisée vis-à-vis de la culture et donc très compétitive. La diversification des saisons de semis (automne, printemps, été), des types de travail du sol ou de fertilisation, des familles d'herbicides utilisées ou des techniques de désherbage mécaniques mises en œuvre permet de diversifier les perturbations subies par les adventices et, en rendant leur environnement plus imprévisible, de compliquer leur implantation dans le champ,,. L'introduction des plantes pérennes (luzerne, trèfle…) dans la rotation peut faciliter le contrôle des adventices, ces cultures étant particulièrement compétitives et permettant l'introduction d'une nouvelle perturbation, la fauche. On peut citer d'autres cultures dites nettoyantes comme le chanvre textile. Cette plante a un très fort développement et couvre rapidement le sol, empêchant les adventices de trop se développer car elle capte une grande partie du rayonnement solaire.
Dans les cultures associées comme celle des trois sœurs, où l’on retrouve le maïs, le haricot grimpant et la courge cultivées en même temps et sur un même espace, la courge a l’avantage de couvrir le sol et de capter le rayonnement solaire. Cette forme de compétition est avantageuse pour les trois cultures.
Enfin, on peut citer les phénomènes d’allélopathie, certaines plantes entrent en compétition avec les plantes voisines en libérant des substances qui vont ralentir la croissance des plantes d’autres espèces. Ces interactions sont cependant méconnues et utilisées de manière empirique.

### Lutte intégrée et prévention
La lutte intégrée consiste en la mise en œuvre d'une combinaison de techniques (biologiques, biotechnologiques, chimiques, physiques, culturales, variétales) afin de limiter la nuisibilité des adventices, notamment grâce aux processus de régulation naturels, tout en réduisant le recours aux herbicides.
Les méthodes de prévention (contrôle agronomique) consistent à prévenir la dissémination des plantes indésirables. On peut citer outre le choix d'une rotation adaptée et l'évitement de la monoculture :
- Le choix d'une densité de semis plus importante s'il n'a pas d'effet négatif sur le rendement.
- Le choix d'espèces ou de variétés à développement rapide (variétés de printemps par exemple) lorsqu'il est possible. Ces cultures qui se développent avant les adventices sont dites étouffantes (l'effet étouffement de quelques cultures est donné dans : Engrais vert#Intérêt comparé de quelques engrais verts). Il y avait ainsi toujours une culture de printemps dans les anciennes rotations triennales (en plus de la jachère travaillée).

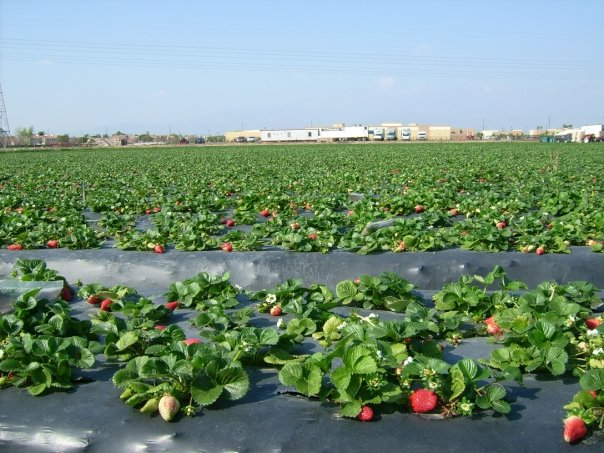
Combinaison de billonage, paillis plastique et repiquage en culture industrielle de fraisiers

- Le repiquage qui permet à la culture de prendre une avance sur les adventices ; il est aujourd'hui à peu près abandonné en grande culture pour des raisons de simplification mais persiste en horticulture.
- L'incorporation d'« engrais-starter » (phosphate d'ammoniaque, NH4H2PO4 par exemple) au plus près de la ligne de semis est largement pratiqué pour la même raison. L'incorporation de lisier entre les lignes de culture (maïs) peut viser le même résultat et constitue aussi un binage. Ces méthodes relèvent de l'agriculture très intensive.
- Le recours à des semences certifiées ou suffisamment triées aujourd'hui généralement pratiqué.
- La pratique du compostage qui stérilise les graines des fumiers, très pratiqué en bio.
- Le chaulage et les autres amendements modifient la flore et favorisent certaines cultures au détriment des adventices.
- L'irrigation localisée (goutte-à-goutte) est préférable à l'aspersion.
- Le drainage, le décompactage profond, l'ombrage (cultures maraîchères tropicales, permaculture). L'ombrage par des plantes compagnes est pratiqué généralement pour le cacaoyer et l'était traditionnellement pour le riz avec la fougère aquatique azolla recouvrant les rizières et empêchant ainsi le développement des adventices sans nuire au riz repiqué.
- Les cultures associées, les cultures sous couvert pratiquées en technique culturale simplifiée ou en semis de prairies, les cultures intermédiaires piège à nitrates, les cultures intercalaires qui permettent d'occuper opportunément le terrain.

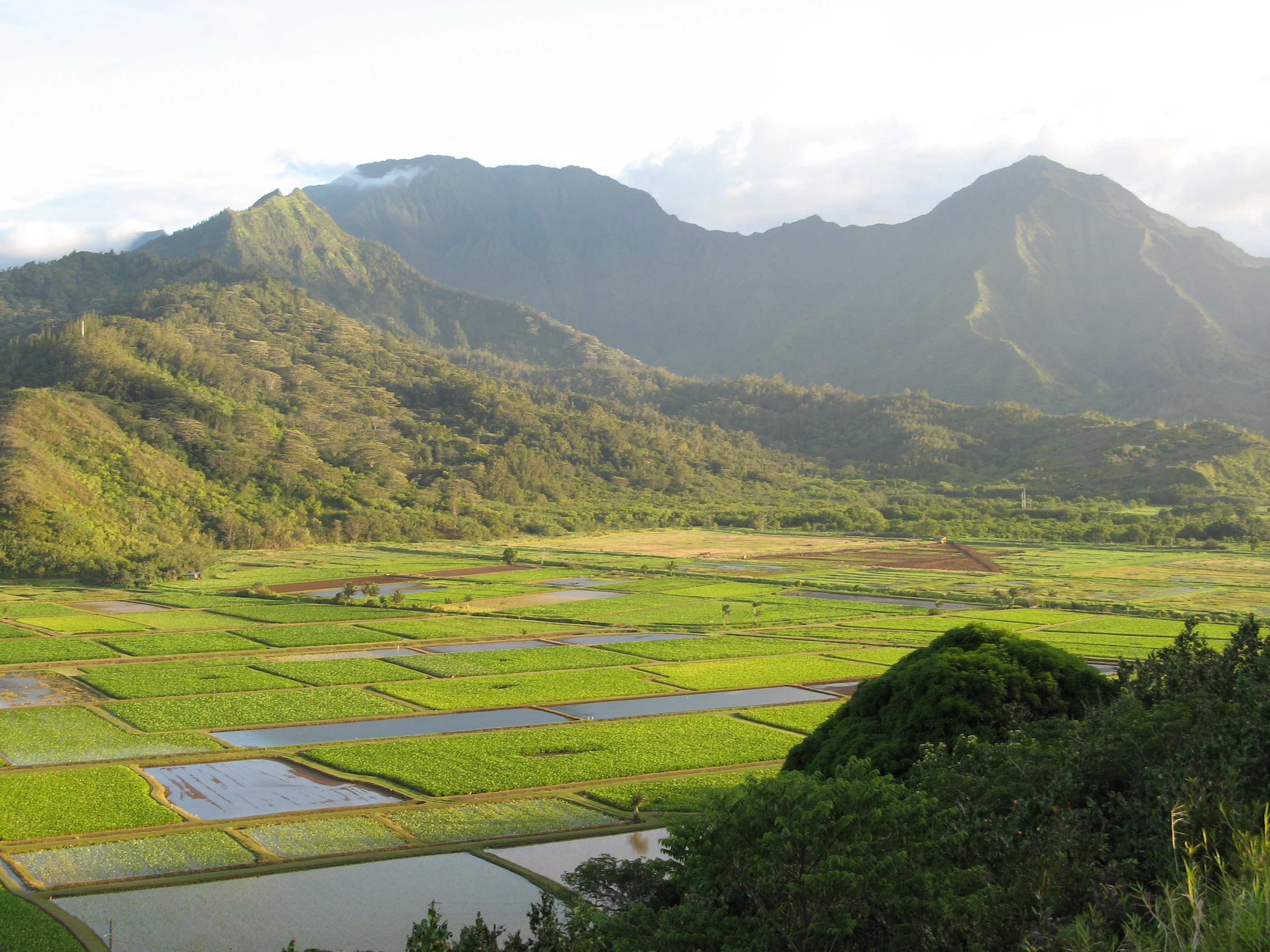
Champs de taro à Hawaï ; nécessaire pour d'autres raisons la submersion facilite le contrôle des adventices mais n'évite pas le désherbage

- La submersion temporaire (riz, lotus sacré, taro, bambou, céleri d'eau (Oenanthe javanica), salicorne, cresson, canneberge et anecdotiquement vigne et culture de printemps en hiver).
- Les interventions de désherbage avant la maturité des graines.
- Le travail de déchaumage, buttage, sarclage ou de binage, sur sol suffisamment ressuyé surtout s'il est réalisé avec des outils de type cultivateur rotatif, sont souvent pratiquées selon les cultures.

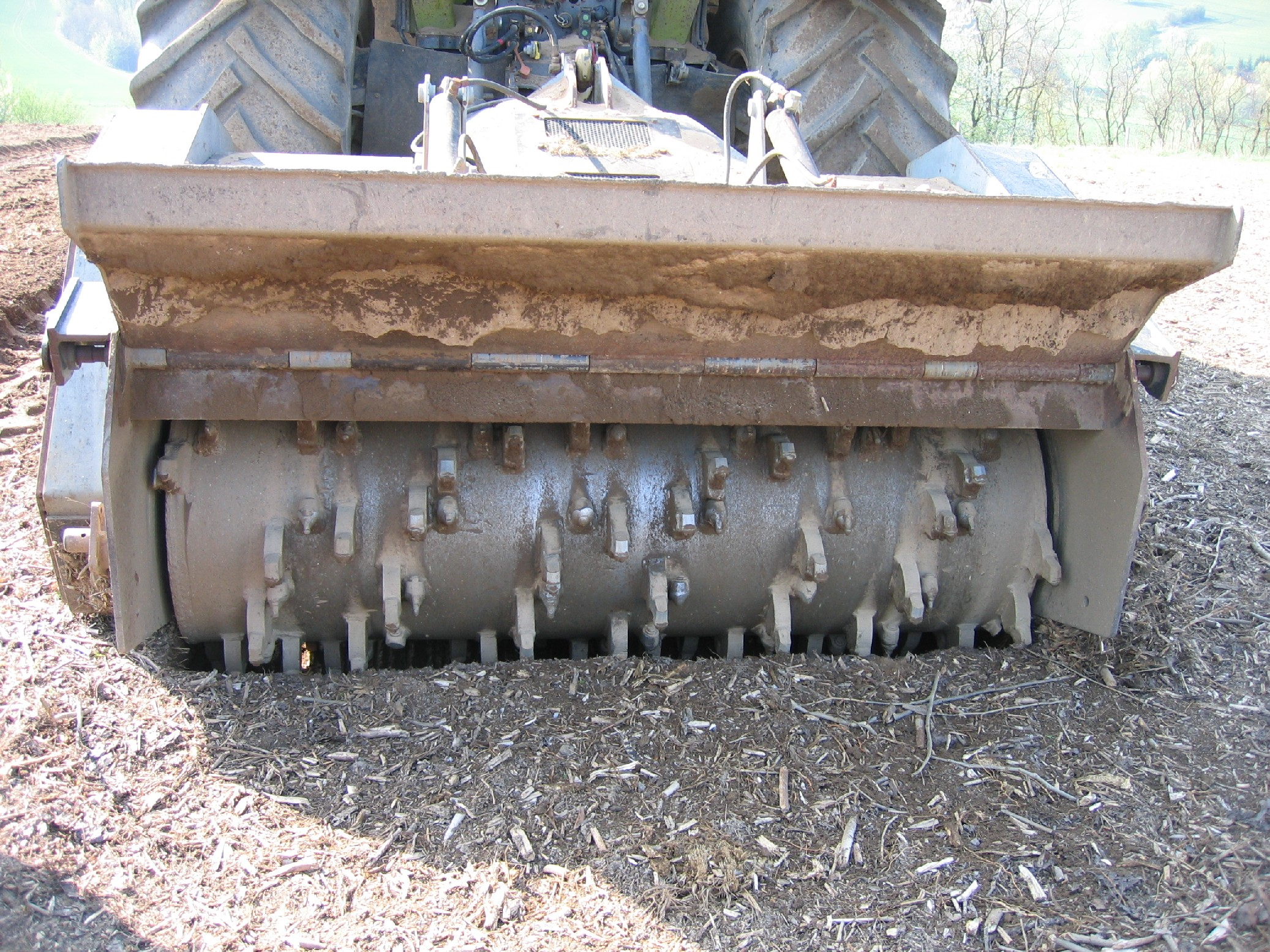
Broyeur-mulcheur : le tapis de matière organique découpée empêche la levée des adventices

- Broyeur-mulcheur : le tapis de matière organique découpée empêche la levée des adventicesLa pratique des cultures sous paillis plastique ou paillis naturel (mulching) si la culture s'y prête plutôt que l'enfouissement superficiel des matières organiques[15].
- Dans les prairies, le pâturage rationné et la fauche des refus.
- L'écobuage (nettoyage par le feu) très pratiqué autrefois avec un certain succès est aujourd'hui interdit.

Ces méthodes sont donc très variées et pour la plupart connues depuis longtemps mais demandent de la précision, du temps ou des investissements.

### Désherbage chimique

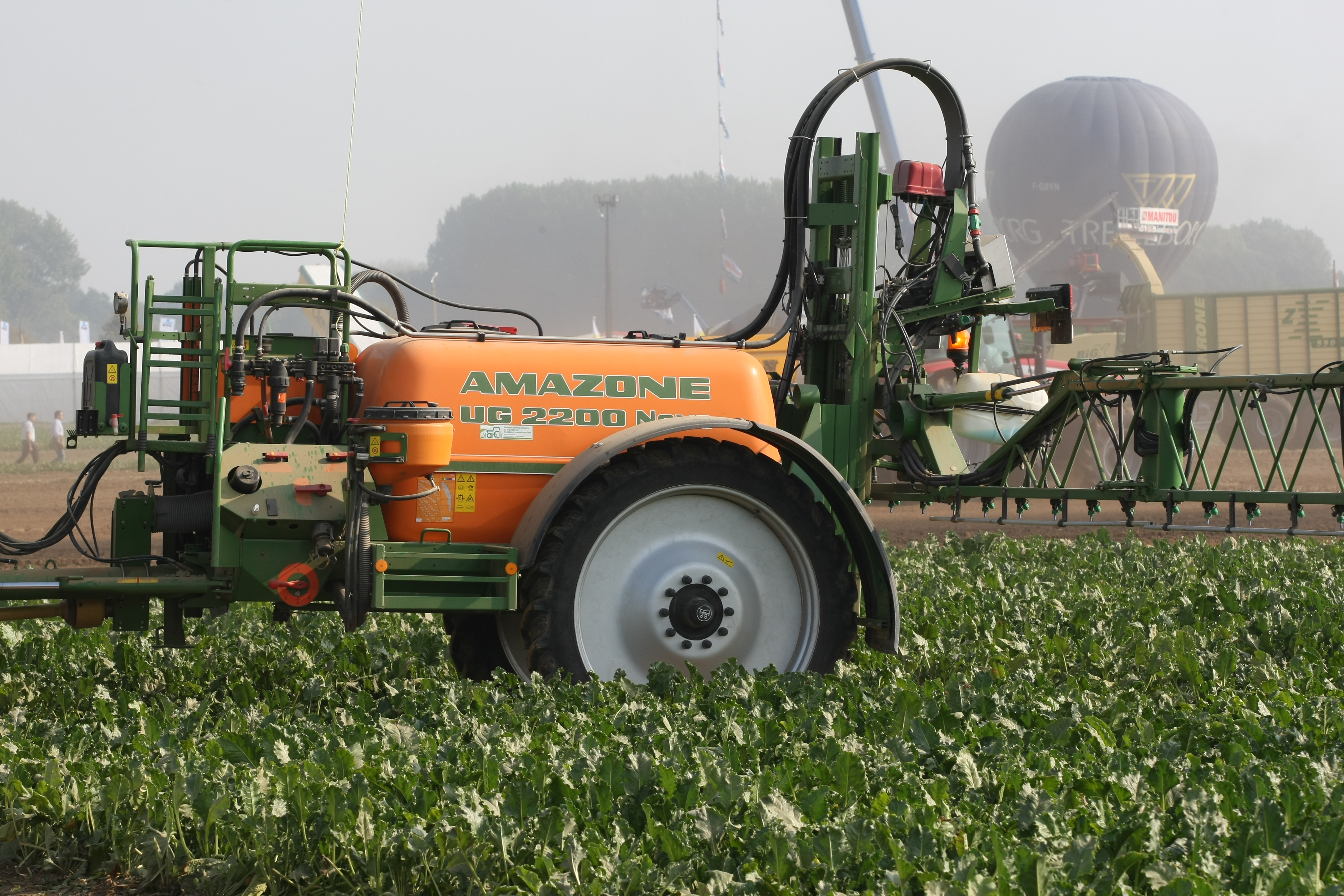
Pulvérisation d’herbicide grâce à un pulvérisateur tracté

Il se fait avec un herbicide organique de synthèse qui est la plupart du temps pulvérisé en plein champ après avoir été dilué dans la cuve d’un pulvérisateur.
Le désherbage se fait à différents moments du cycle de la culture, on parle alors de désherbage de pré-levée quand on le réalise avant l’apparition des plantules de la plante cultivée puis de désherbage de post-levée quand on réalise le traitement en cours de culture.
Il existe différents types d'herbicides, certains vont affecter davantage les monocotylédones (Folle avoine par exemple) d’autres vont s’attaquer aux dicotylédones (Morelle noire par exemple). Enfin certains vont seulement attaquer la partie aérienne de la plante quand d’autres s’attaquent même aux racines.
En agriculture conventionnelle intensive, on tente d’éradiquer toutes les mauvaises herbes afin que leur compétition soit réduite au minimum avec la culture en cours. Les doses d’herbicides sont donc les plus élevées dans ce système de culture.
En agriculture raisonnée, on tolère la présence d’adventices dans les champs à partir du moment où le gain financier lié à l’augmentation de rendement dû à la non compétition des adventices devient inférieur ou égal au prix du désherbage. On raisonne donc du point de vue économique l’utilisation d’herbicides.
L’agriculteur peut aussi limiter les doses d’herbicides par conviction personnelle pour le respect de l’environnement mais sa marge financière n’est pas optimale, tandis qu'elle le sera plus pour la société car les impacts santé seront moindres.
Les désherbants chimiques de synthèse ne sont pas autorisés en agriculture biologique.
L'utilisation de variétés végétales tolérantes aux herbicides, obtenues par différentes techniques dont la transgénèse, est un cas particulier de désherbage chimique.

### Désherbage mécanique

#### Généralités
|                                                              |  |  |
| Avant/après le désherbage mécanique d'une vigne par broyage. |  |  |

Le raisonnement des cultures peut passer par la réduction de la quantité d’herbicides utilisés. L'utilisation du désherbage mécanique est une solution qui permet de limiter l'emploi de ces produits. Le désherbage mécanique peut être utilisé seul (binage ou hersage), ou combiné avec le désherbage chimique du rang on parle alors de désherbinage.
L'utilisation de telles techniques de désherbage est un plus incontestable pour l'image de l'agriculteur par rapport au grand public puisqu'elles permettent selon les cas une réduction de 60 à 80 % de la quantité habituelle des produits phytosanitaires de désherbage. Elles présentent également un intérêt agronomique.
D’autre part, elles induisent une réduction très sensible des transferts de produits phytosanitaires hors de la parcelle, ainsi qu’une restructuration du sol en surface, une meilleure infiltration de l'eau et donc moins de ruissellement.
Cependant, les techniques de désherbage mécanique ou mixte sont exigeantes dans leur mise en œuvre et nécessitent une meilleure maîtrise des différents paramètres (type de sol, hygrométrie, ressuyage, stade de la culture et des adventices…). En effet, un sol sec est requis pour biner proprement et efficacement.
Le désherbage mécanique est autorisé en agriculture biologique mais pas le désherbinage.
Le désherbage mécanique est différent selon les types de sol. Les outils sont à adapter, les techniques ne sont pas les mêmes en fonction du sol traité.

#### Désherbage sur la rotation

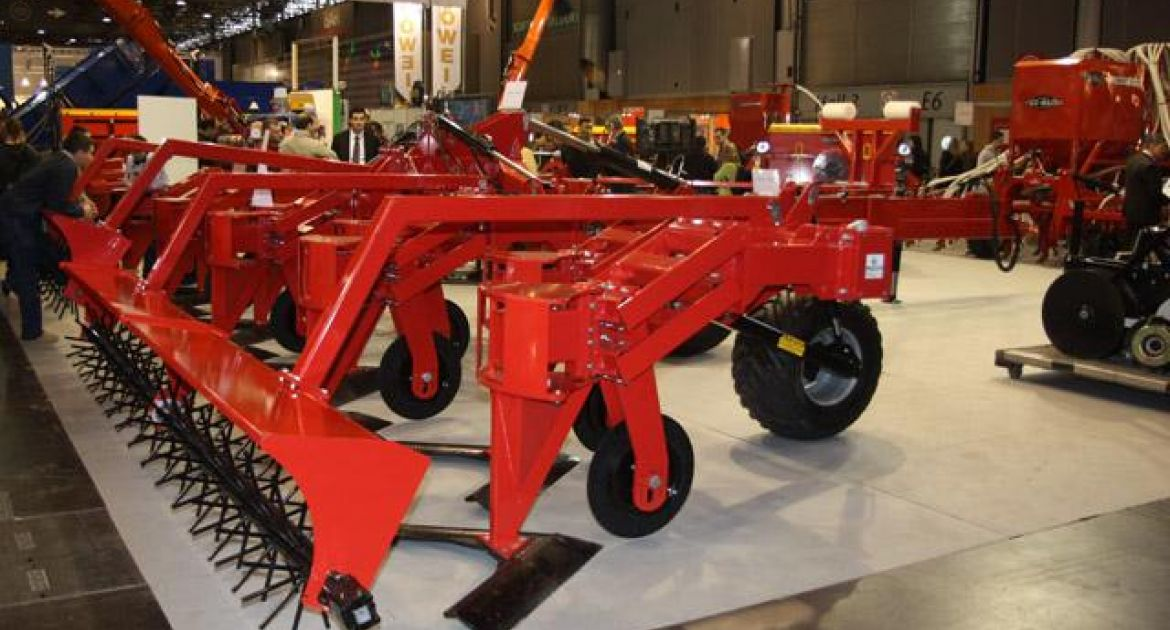
Scalpeur : socs plats très larges sectionnant les plantes. Il est associé ici à un rotor animé qui secoue les plantes pour accélérer leur dessiccation. Les vivaces sont particulièrement visées

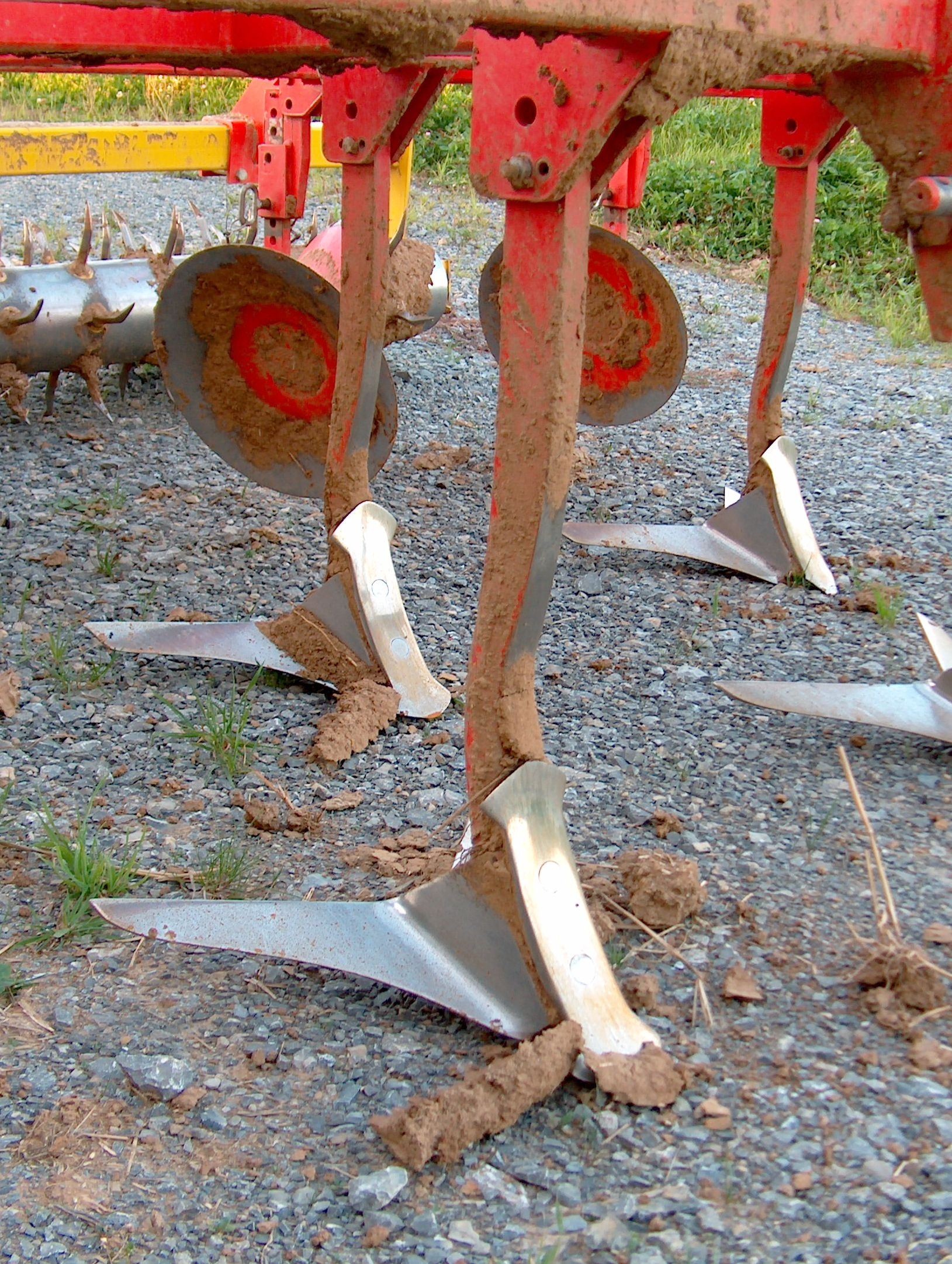
Socs à patte d'oie sur un cultivateur à grand dégagement (chisel)

Le déchaumage peut être mis à profit pour éviter la multiplication des adventices et même détruire les vivaces. Certains outils sont pensés dans ce sens : extirpateurs (cultivateurs à socs à patte d'oie), scalpeurs (à socs plats très larges).

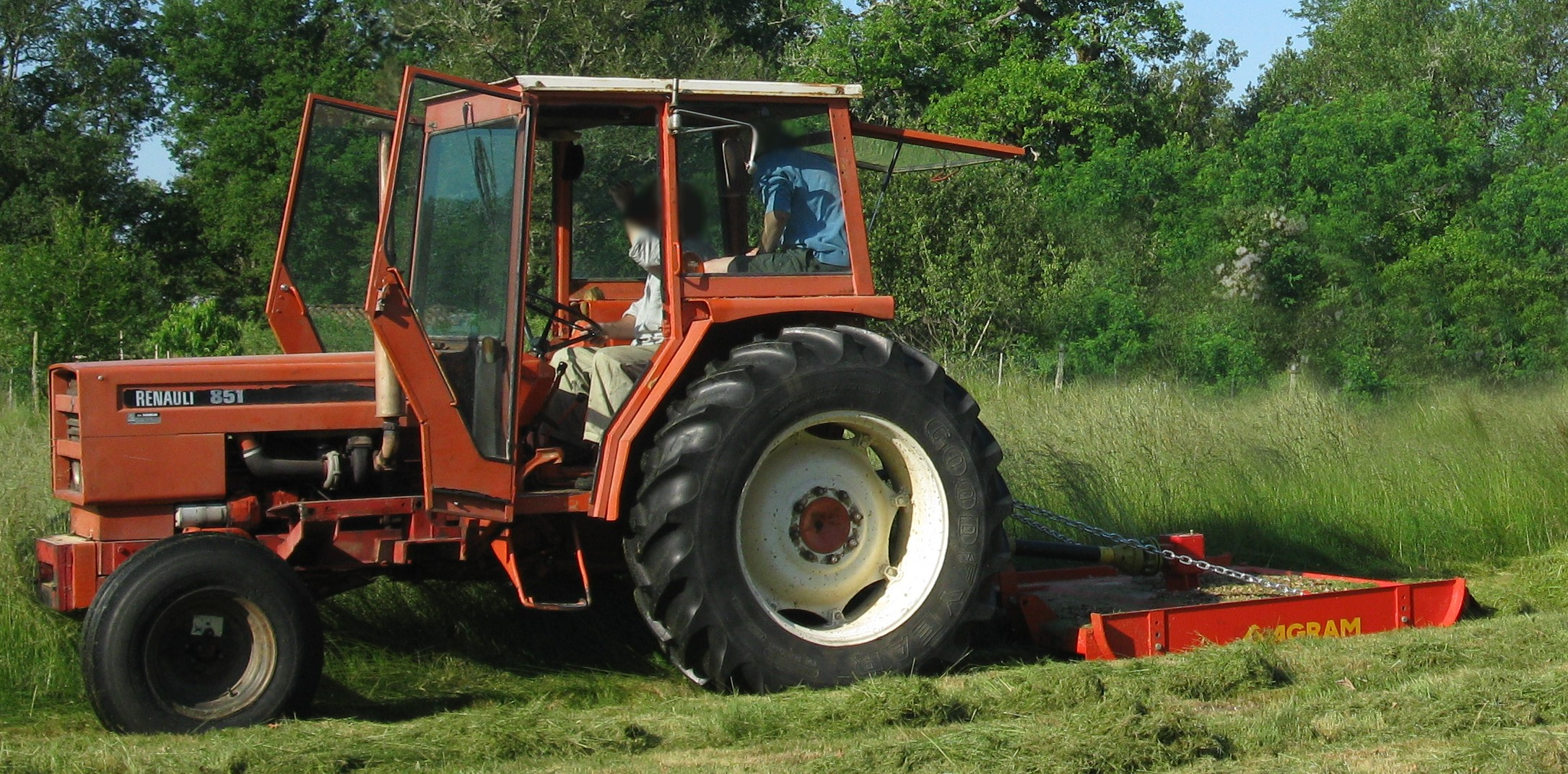
Gyrobroyeur au travail

En cas de végétation ou de résidus importants, le déchaumage est précédé d'un broyage réalisé avec un broyeur à axe horizontal ou vertical (gyrobroyeur).
Le désherbage mécanique peut aussi intervenir entre deux cultures, c’est la technique du faux semis, on travaille le sol en surface pour faire germer les adventices avant de retravailler le sol pour les détruire. C’est ce qui se faisait autrefois sur les jachères, on laissait la terre sans culture pendant une année et on la travaillait (labours et hersages) afin de détruire les mauvaises herbes et réduire le stock de graines du sol. En une année, une grande partie des graines avaient germé. Aujourd’hui, cette durée est très courte, elle va de 15 jours à deux mois (entre deux céréales d’hiver ou entre un blé et un colza par exemple). Le déchaumage est en général la première étape du faux semis et est suffisante si le sol est humide ou qu’il y ait une pluie.
Après un faux semis, on réalise soit un travail du sol superficiel (techniques culturales simplifiées) soit un labour qui est un autre outil de désherbage. Grâce à la charrue, la terre est retournée sur une épaisseur de 20 à 30 cm, les graines se trouvant à la surface vont donc être piégées dans le sol jusqu’au prochain labour. Une bonne partie de ces graines vont donc mourir mais d’autres plus résistantes risquent de réapparaître en surface et donner naissance à des mauvaises herbes.

#### Désherbage dans les cultures implantées

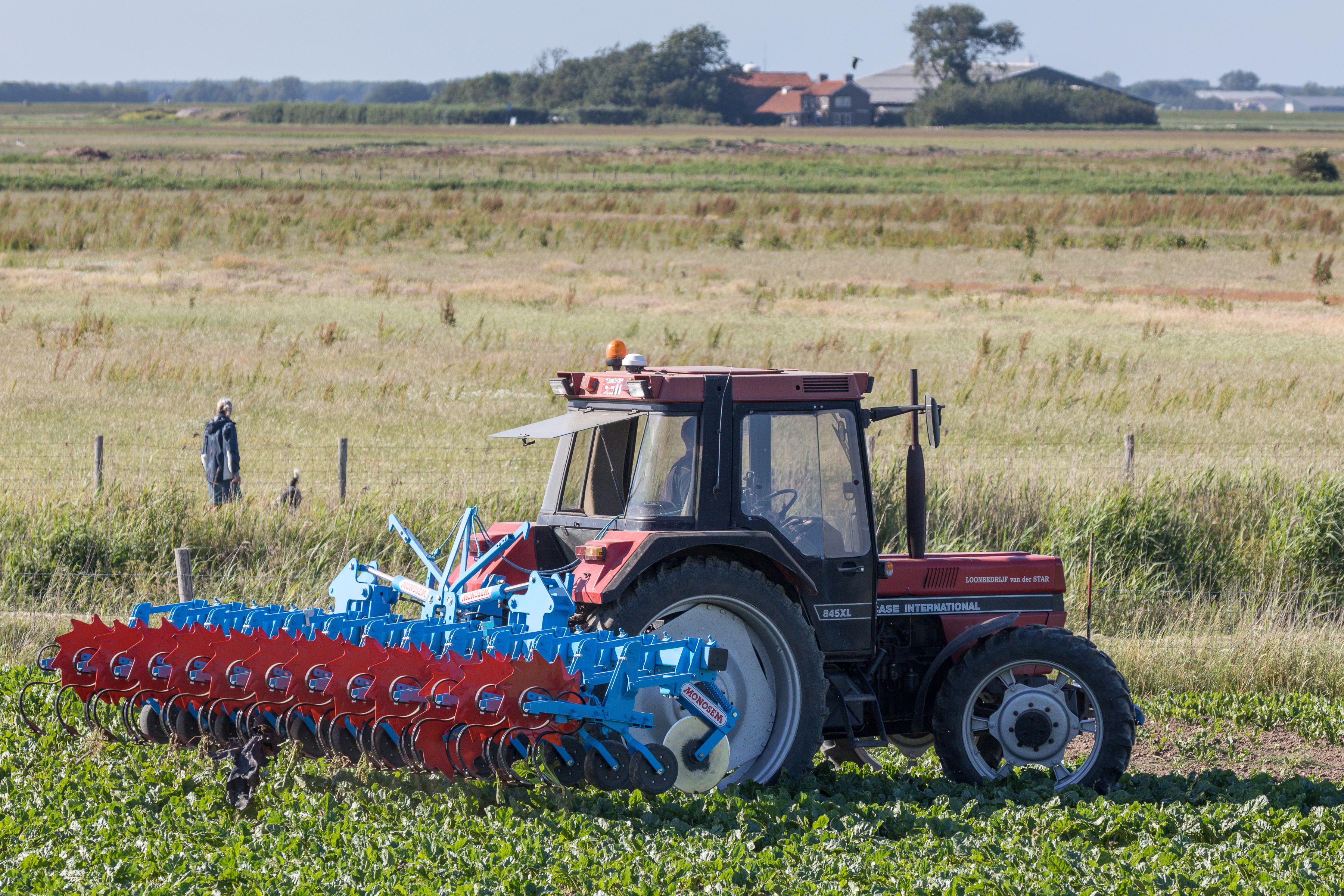
Bineuse de précision moderne Monosem sur un tracteur à roues étroites

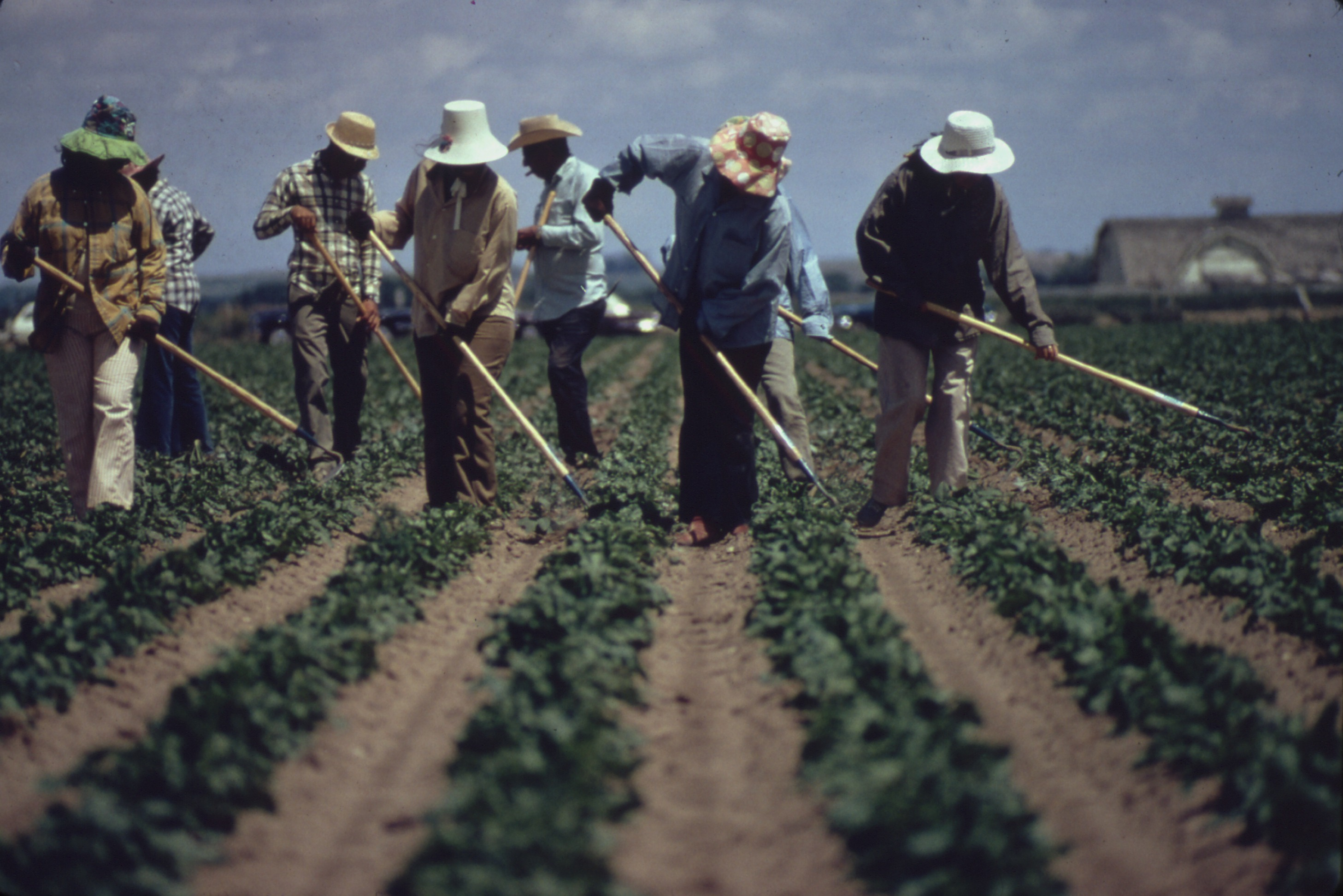
Binage de betteraves sucrières, États-Unis, 1932

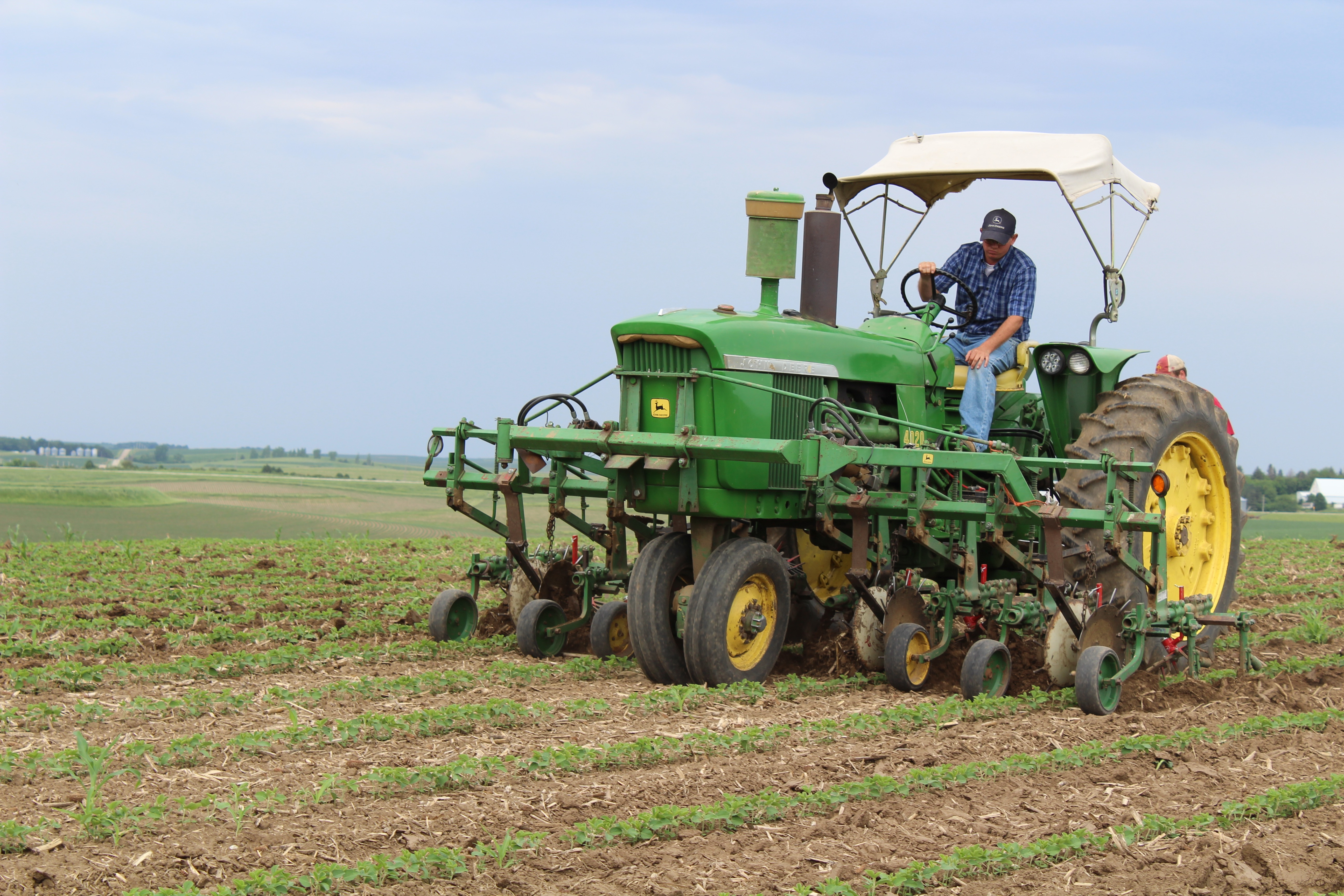
Binage de précision avec un tracteur John Deere 4020 « row-crop », matériel des années 1960.

Les cultures qui peuvent être désherbées mécaniquement sont traditionnellement ce que l’on appelle les plantes sarclées. L’inter rang est suffisamment grand pour y passer un outil, on peut citer le maïs, la betterave ou encore la pomme de terre.
Le buttage et le billonage de certaines cultures favorisent aussi le désherbage (pomme de terre, cultures maraîchères).
Aujourd’hui, certains agriculteurs sèment des céréales telles le blé, l’orge ou le seigle avec un inter rang de 30 cm ce qui est le double de l’inter rang en culture intensive (15-17 cm). Il permet alors le passage d’une bineuse entre les rangs lors des premiers stades de développement. Le rendement n’est pas forcément plus faible car on utilisera des variétés avec un fort coefficient de tallage et on aura un nombre équivalent d’épis.

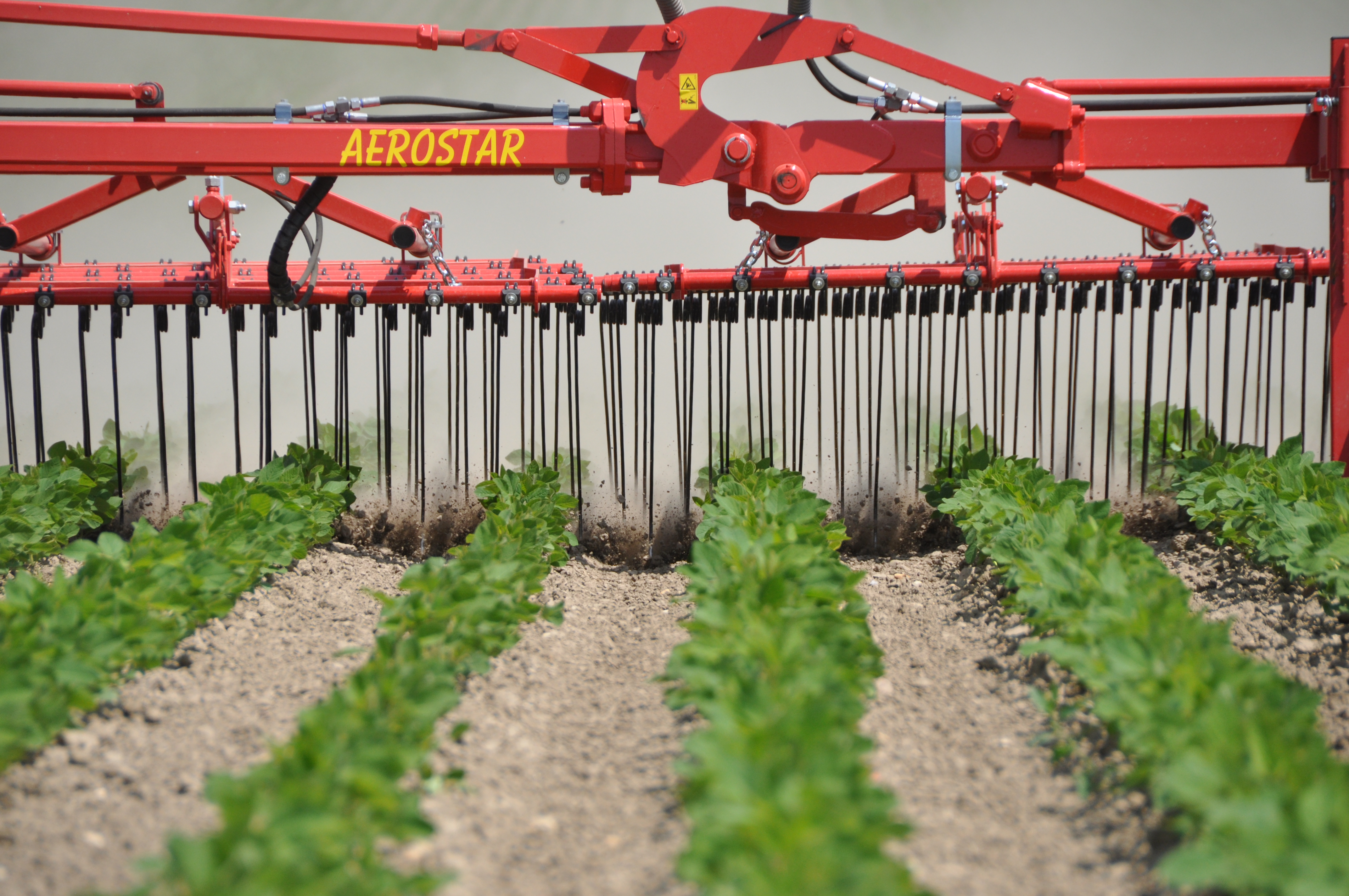
Herse étrille au travail

Les céréales et d'autres cultures peuvent être désherbées par l’utilisation de la herse étrille qui peigne le sol et enlève une grande partie des mauvaises herbes sans trop agresser la culture d’intérêt. Ceci nécessite cependant des précautions, comme un sol bien ressuyé et un bon enracinement de la culture. L'intervention doit donc être précisément positionnée dans le temps, encore faut-il que la météo le permette.
L'écimage à la faucheuse, des adventices peut être pratiqué pour les cultures à développement lent et pour les prairies, il prévient le grainage de certaines adventices.
L'idéal pour les gazon naturels est d'utiliser un peigne à gazon, qui pourra réaliser un travail de désherbage mécanique sélectif, et aussi défeutrer ou démousser.
L'outil fonctionne d'ailleurs aussi bien pour les gazon naturels, hybrides, synthétiques et les surfaces stabilisées, en schiste, cendré, etc.

### Désherbage thermique

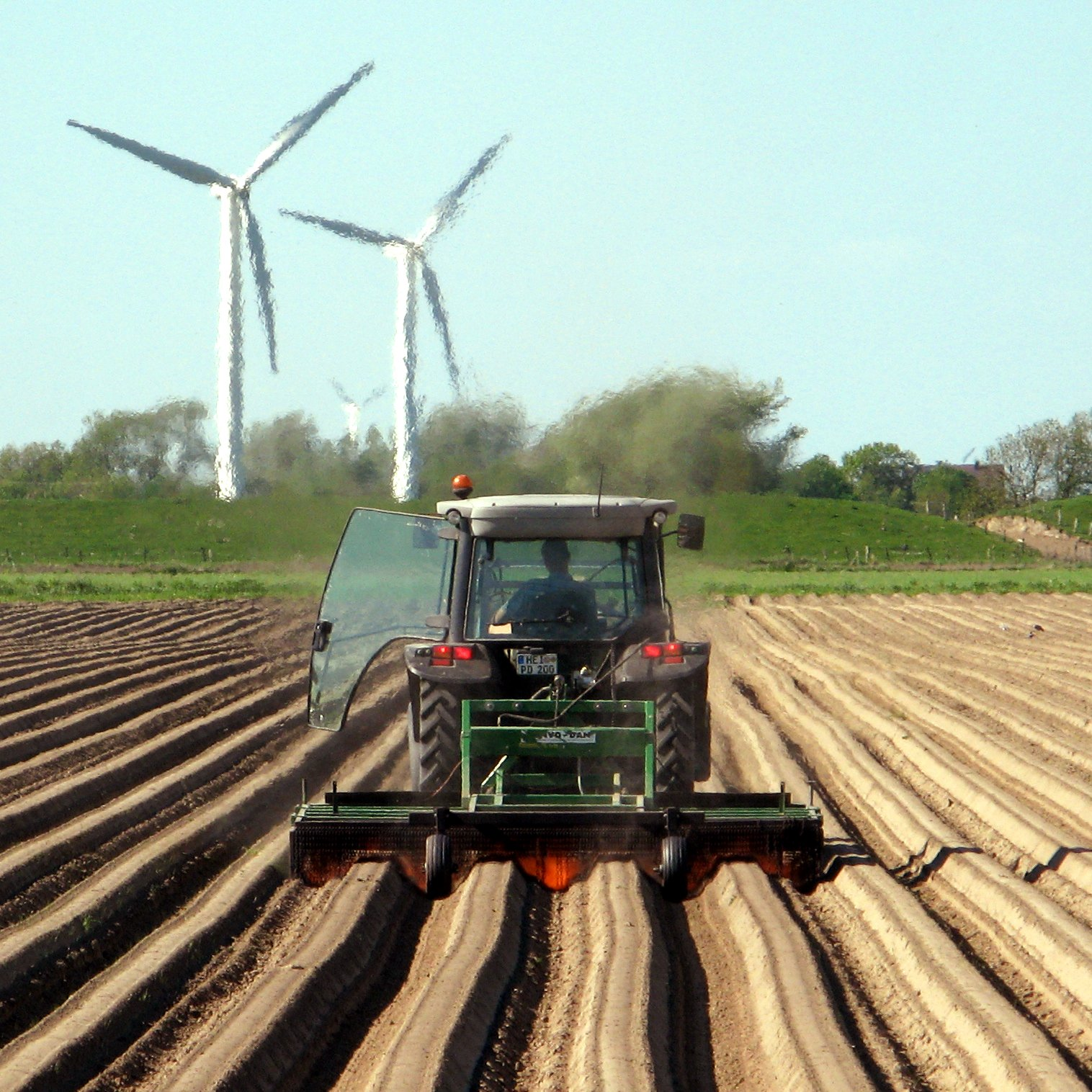
Désherbage thermique avec des brûleurs à gaz sur pommes de terre buttées.

Il consiste à détruire les adventices et les graines d’adventices se trouvant à la surface du sol par l’action de la chaleur. Des bruleurs sont donc passés près du sol et vont détruire les adventices mais aussi une grande partie de la vie du sol surfacique (champignons, bactéries, mésofaune). Il est cependant délicat de ne pas abimer la culture en cours.
Ce type de désherbage est autorisé en agriculture biologique.

### Désherbage par les animaux
Les oies, qui consomment volontiers de l'herbe, sont utilisées sur des cultures variées. Traditionnellement dans quelques régions de Chine, l'entretien des rizières était assuré par des poissons et des canards.
Le désherbage, le débroussaillage ou l'entretien de parcs est parfois réalisé par des animaux d'habitudes rustiques : ânes, lamas, certaines races de chèvres et moutons.
En permaculture, poules et cochons (désherbage total) peuvent aussi être utilisés.
Dans l'Afrique du Nord coloniale, le désherbage hivernal des vignes était parfois confié à des vaches ou des moutons.
À la Martinique, dans un contexte d'agroforesterie, des expérimentations menées par des organismes institutionnels ont montré que le désherbage par des volailles (poulets, oies, canards) en arboriculture fruitière pouvait être efficace et moins coûteux que le désherbage chimique (à condition de commercialiser les volailles).

## Désherbage des potagers et jardins

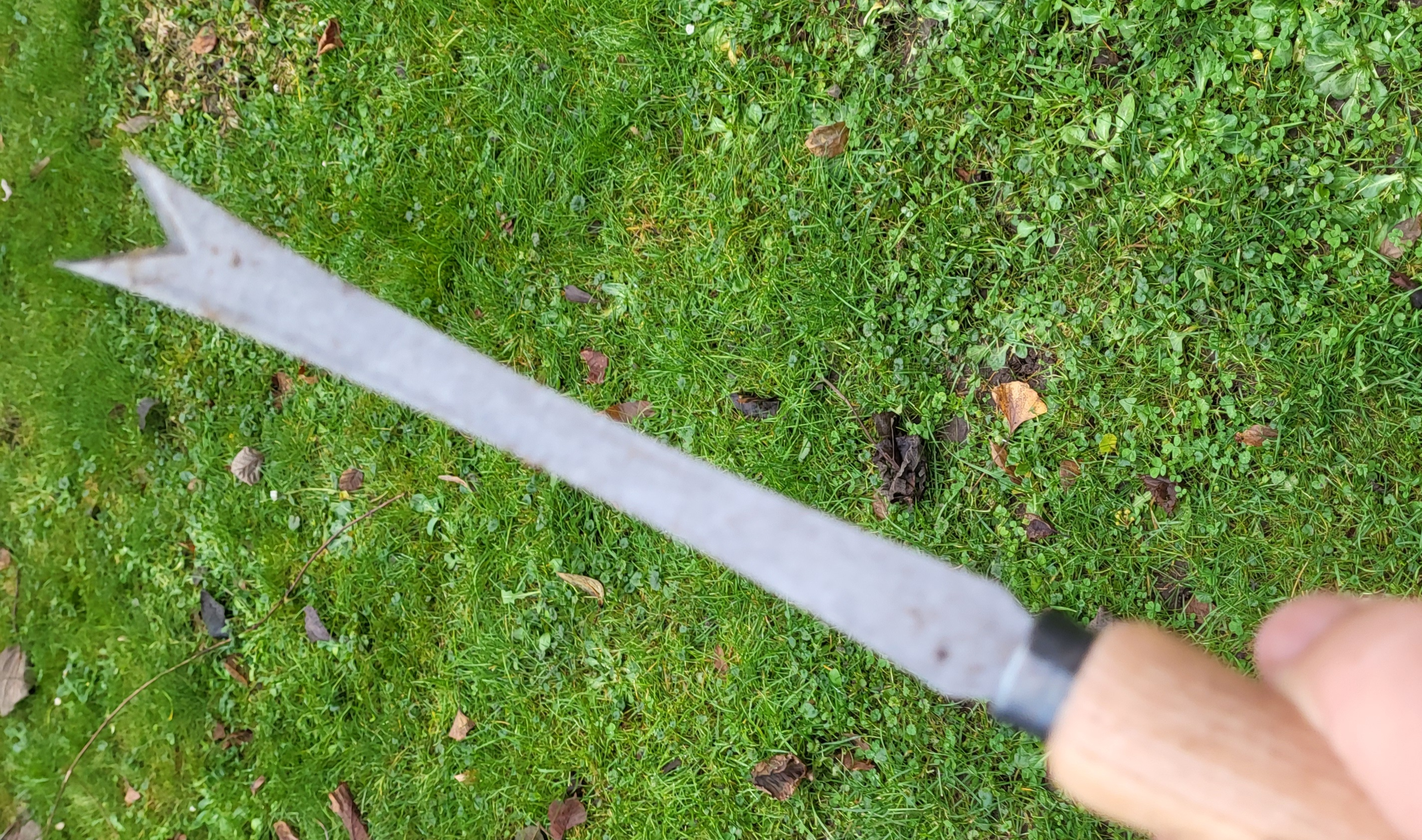
Couteau à désherber

Le jardinier qui travaille sur de petites surfaces arrache en général les mauvaises herbes à la main ou peut utiliser une binette, ceci permet également d’aérer le sol et permettre une meilleure pénétration de l’eau. Il peut aussi utiliser un couteau à désherber plus précis.
Il existe également sur le marché des herbicides à usage domestique.
Il peut également utiliser des méthodes alternatives et écologiques comme le paillage.
La scarification peut contribuer à modifier la flore des pelouses.

## Effets négatifs du désherbage
L'augmentation de l'efficacité du désherbage à partir de la fin du XIXe siècle a entraîné une forte régression de certaines espèces d'adventices, certaines étant même en danger de disparition,. La diminution de l'abondance et de la diversité des adventices a également des conséquences négatives sur les populations d'oiseaux granivores. En France, un plan national d'action a été mis en place afin de combattre la perte de diversité des messicoles.
De nombreux effets négatifs sont dus à l'utilisation des herbicides.
Ils sont responsables de contaminations des eaux de surface et des eaux souterraines, en particulier par des molécules de la famille chimique des triazines : simazine, terbuthylazine… La contamination des eaux peut être le fait de la substance active ou de ses produits de dégradation: l'AMPA, un produit de dégradation du glyphosate, et les produits de dégradation de l'atrazine sont fréquemment observées. Ces pollutions entraînent une hausse des coûts de potabilisation. Des résidus de pesticides sont également détectables dans de nombreux sols, y compris loin de leur zone d'application.
L'usage intensif des herbicides entraîne l'apparition de plantes résistantes aux herbicides qui peuvent s'avérer très problématiques.
L’utilisation des pesticides est à l’origine de maladies touchant les agriculteurs et leur famille : dépression, cancer,, dégénérescence rétinienne, problèmes respiratoires, maladie de Parkinson et malformations congénitales.
Outre l'utilisation d'herbicides, d'autres procédés, souvent utilisés comme méthode "de grand-mère", s'avèrent avoir des effets négatifs pour la terre et par conséquent sur l'environnement. C'est le cas de l'usage du sel, qui brûle les plantes mais pollue les sols

## La problématique de la réduction forcée de l'utilisation des herbicides
L'interdiction ou la réduction des herbicides de synthèse est souvent jugée possible mais très coûteuse par les agriculteurs non bio. Des praticiens de l'INRAE résument ainsi la situation en ce qui concerne l'abandon des herbicides totaux (glyphosate ) : « les alternatives coûtent du temps (quelques dizaines d’heures quand l’application du glyphosate demande 20 minutes), des investissements (machines, innovations techniques) et le résultat n’est pas aussi total qu’avec le glyphosate ».
Elle est par contre ardemment souhaitée par les agriculteurs bio et les associations écologistes.